# Марина Марковић
Марина Марковић (Београд, 19. новембар 1991) је српска кошаркашица која игра за Грунер Стерн Келтер и за репрезентацију Србије, са којом је учествовала 2014. године на Светском првенству.

## Биографија
Маринин отац, Петар Марковић, је кошаркашки тренер.